# Маркгрефлерланд

Карта южной части Маркграфства около 1556 года

Маркгрефлерланд (нем. Markgräflerland) — историческая область в современном Баден-Вюртемберге, на юго-западе Германии. С запада по Рейну граничит с Францией, а на юге (также по Рейну) с Швейцарией. Административно Маркгрефлерланд находится в двух районах Баден-Вюртемберга: Брайсгау — Верхний Шварцвальд и Лёррах (район).
Название Маркгрефлерланд указывает на богатое прошлое региона: на времена, когда здесь правили различные ветви дома баденских маркграфов. Маркгрефлерланд в переводе с немецкого, собственно, и означает «земля маркграфов».

## Герб

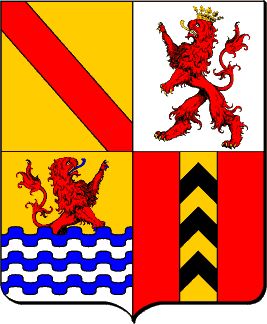
Герб Баденского Маркграфства 1444 года

Герб маркграфства Баден (после 1444 г.) собран из гербов четырёх исторических территорий Маркгрефлерланда, вошедших в его состав. Вверху слева: маркграфство Баден, вверху справа:владение Заузенбург, внизу слева: владение Рёттельн, внизу справа: владение Баденвайлер. Этот герб использовался с различными вариациями с момента основания баденского маркграфства, и вплоть до того, как Маркгрефлерланд стал частью Великого герцогства Баден в 1806 году.

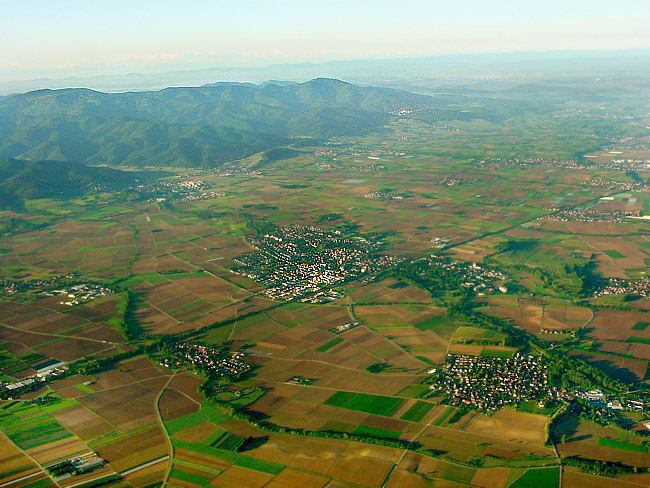
Маркгрефлерланд и Шварцвальд с высоты птичьего полёта
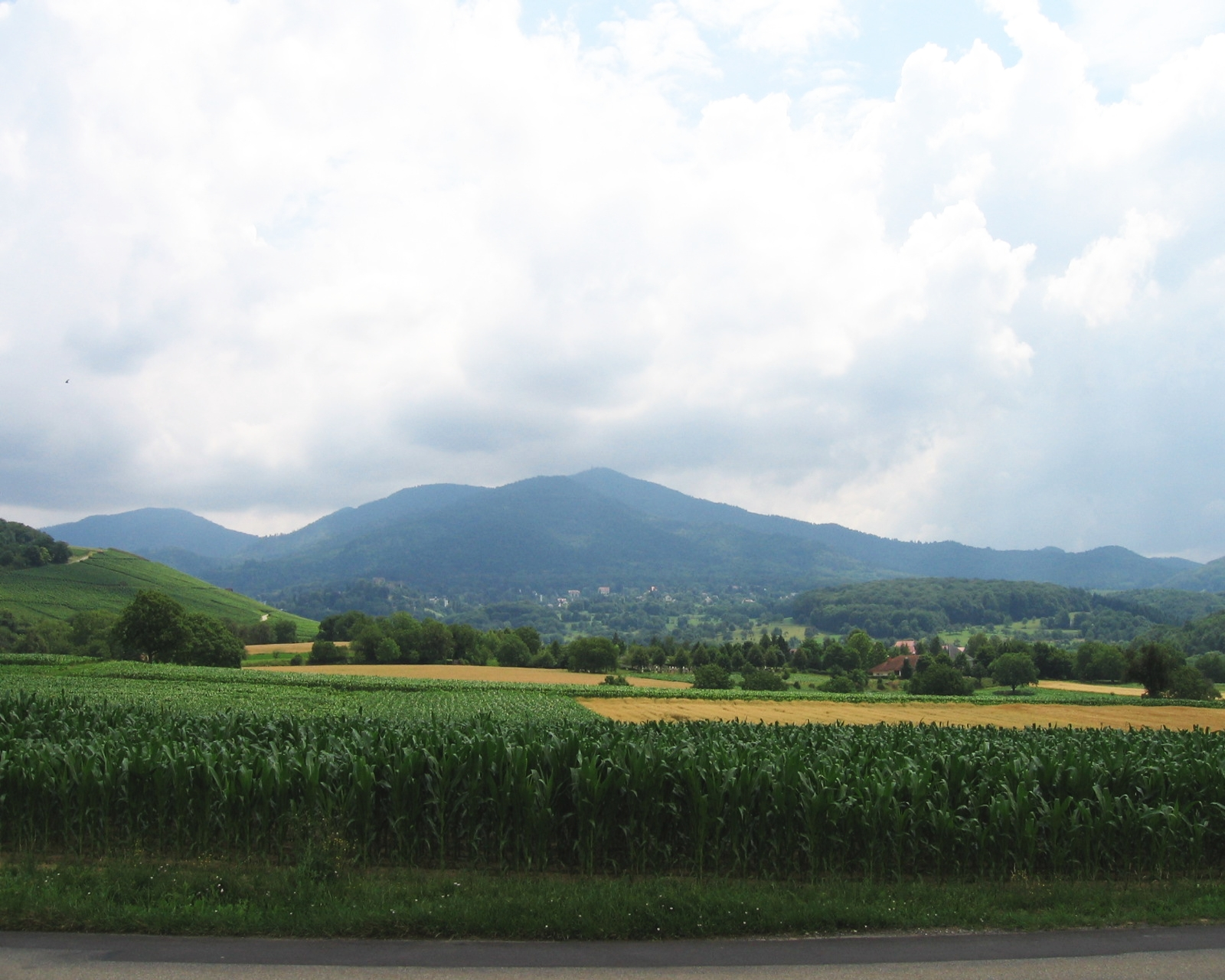
Блауен
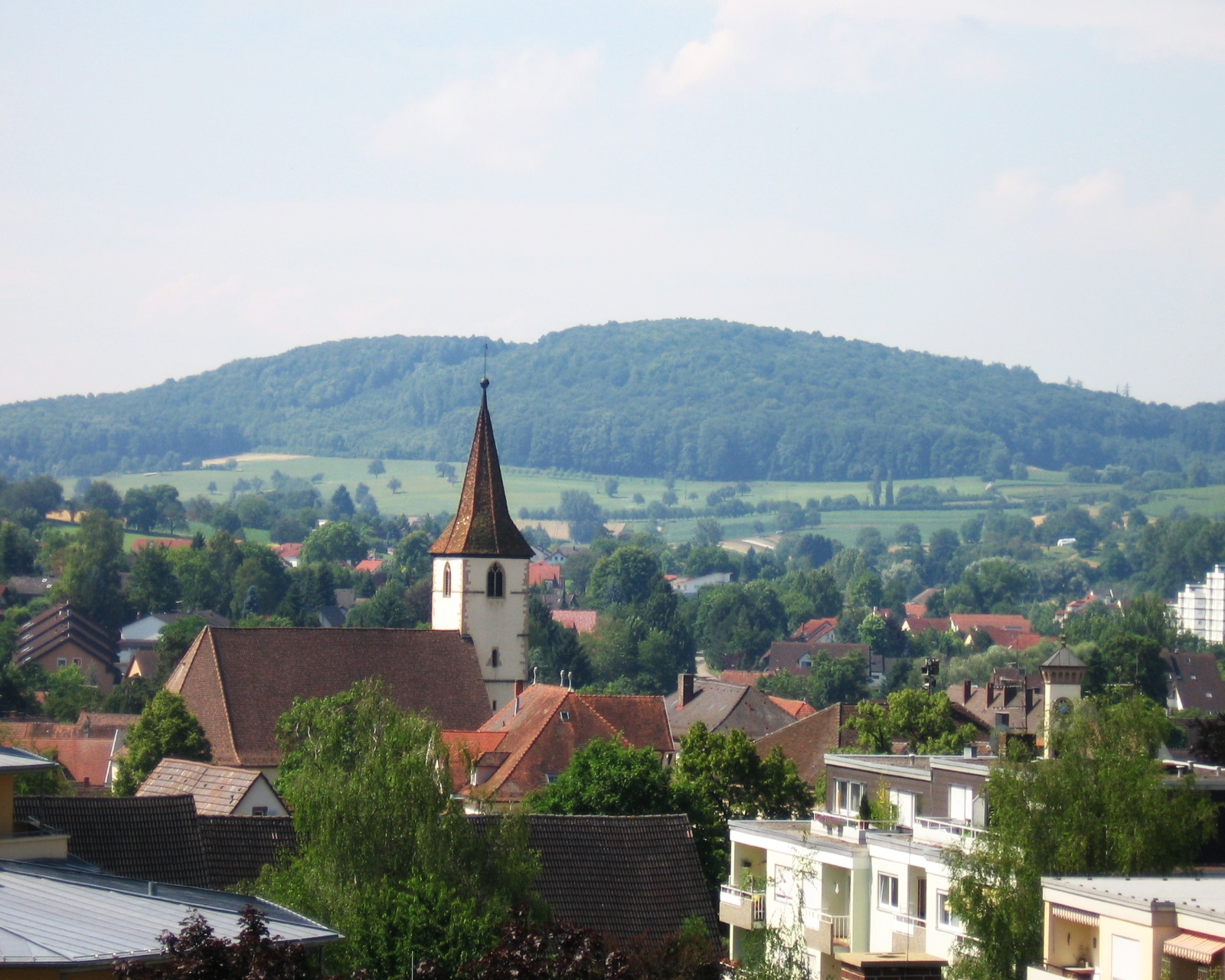
Мюлльхайм и церковь св. Мартина
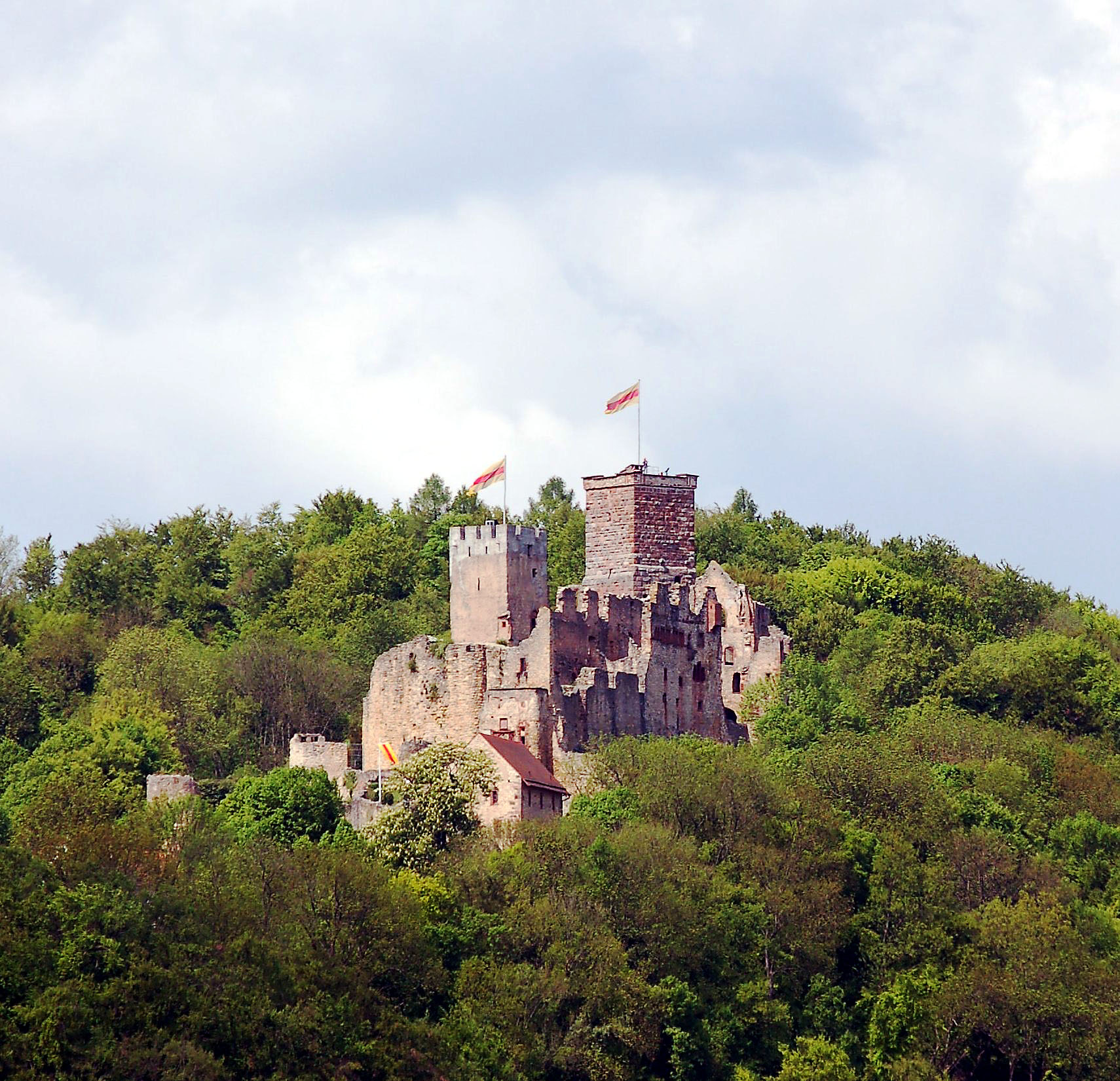
Замок Рёттельн около Лёрраха

## Язык
Является родиной алеманнского диалекта, наиболее известным писателем на этом языке был Иоганн Хебель.